# AB3
AB3 is een private, commerciële zender van de Mediawan Thematics (het huidige Mediawan Thematics) in Franstalig België. De zender is opgericht in 2001 nadat het in 1995 een licentie kreeg van toenmalig Minister-President van de Franse Gemeenschap Laurette Onkelinx. Op 6 oktober 2001 om 18 uur 30 begonnen de uitzendingen. De zender is een familiezender.

## Programma's
- Sport
- Reality-tv
- familiefilms

## Tijdlijn televisiekanalen uit Franstalig België
Lijst van televisiekanalen in Franstalig België